# 支度部屋
支度部屋（したくべや）とは、大相撲において力士が場所入りしたのちに使用する控え室のことである。

## 概説
東西に1室ずつ設けられ、当日の割に応じていずれかの部屋に入る。入室できるのは力士、床山と、許可を受けた記者、関係者のみである。また、男性の更衣に用いる部屋であるため、女性は入室禁止である。入室した力士は床山に髷を結ってもらい、土俵入り及び取組の準備をする。
部屋自体は横綱から新弟子まで共用であるが、部屋の一番奥の場所は横綱が使用するのが慣わしである。関取は明荷を持ち込むことができ、明荷を置いて場所とりができるが、取的力士には認められず、取的力士の荷物は風呂敷に包んで他の力士の邪魔にならない場所に置いておく。
支度部屋は更衣以外に力士の準備運動の場所としても使われており、鉄砲を行うための「鉄砲柱」が設けられている場合もある（両国国技館では常設、福岡国際センターでは仮設）。一方大阪府立体育会館やIGアリーナの支度部屋には鉄砲柱はない。IGアリーナの支度部屋は、幕内と十両で使用する部屋が分かれており、十両の取組が終わった後の部屋に一部の幕内力士が移動して準備運動を行う。
支度部屋には、取組を終えた力士が砂や土などを洗い流せるように風呂・シャワーが併設されている。通常は東西の支度部屋にそれぞれ風呂場があるが、かつて名古屋場所の会場だった愛知県体育館では東西の風呂場が隣接していた。このほかトイレもあり、力士用に特別にサイズ等を拡大した「力士用便器」が設置されている。
千秋楽の表彰式前には、優勝力士が東の支度部屋一番奥で式を待つ。西方力士が優勝した場合でも、表彰式までに東へ移動する。